# Културни марксизам
Термин „ културни марксизам “ односи се на крајње десничарску антисемитску теорију завере која тврди да је западни марксизам основа континуираних академских и интелектуалних напора да се подрива западна култура. Теорија завере погрешно представља Франкфуртску школу као одговорну за модерне прогресивне покрете, политику идентитета и политичку коректност, тврдећи да постоји стална и намерна субверзија западног друштва кроз планирани културни рат који подрива хришћанске вредности традиционалистичког конзервативизма и настоји да замени њих са културно либералним вредностима шездесетих година.
Иако су уочене сличности са нацистичким пропагандним термином „ културни бољшевизам “, савремена теорија завере настала је у Сједињеним Државама током 1990-их.  Првобитно пронађен само на крајње десничарској политичкој маргини, термин је почео да улази у општи  дискурс 2010-их и сада се налази широм света. Теорију завере о марксистичком културном рату промовишу десничарски политичари, фундаменталистичке верске вође, политички коментатори у најутицајнијим штампаним и телевизијским медијима и терористи беле расе  и описана је као „темељни елемент алт-десни поглед на свет“. Научна анализа теорије завере је закључила да она нема чињенично утемељење.

## Порекло

### Мајкл Минићино и ЛаРуш покрет
Есеј Ново мрачно доба: Франкфуртска школа и 'Политичка коректност  Мајкла Минисина био је полазна тачка за савремену теорију завере у Сједињеним Државама. Минисино је тврдио да је Америка касног двадесетог века постала „ново мрачно доба” као резултат напуштања јудео-хришћанских и ренесансних идеала, за које је тврдио да су у модерној уметности замењени „тиранијом ружноће”. Он је ово приписао наводној завери за усађивање културног песимизма у Америци, коју су у три фазе спровели Ђерђ Лукач, Франкфуртска школа и елитне медијске личности и политички активисти.
Према Минисину, постојала су два аспекта плана Франкфуртске школе да се уништи западна култура. Прво, културна критика, Теодора Адорна и Валтера Бенјамина, да се уметност и култура користе за промовисање отуђења и замену хришћанства социјализмом . Ово је укључивало развој испитивања јавног мњења и техника оглашавања за испирање мозга становништву и контролу политичких кампања. Друго, план је наводно укључивао нападе на традиционалну породичну структуру од стране Херберта Маркузеа и Ериха Фрома у циљу промовисања женских права, сексуалног ослобођења и полиморфне перверзности како би се срушио патријархални ауторитет . Минисино је тврдио да је Франкфуртска школа одговорна за елементе контракултуре 1960-их и " психоделичну револуцију", дистрибуирајући халуциногене дроге како би подстакли сексуалну перверзију и промискуитет.
Минисијево интересовање за ову тему произашло је из његовог учешћа у Ларушевом покрету . Линдон Ларуш је почео да развија теорије завере у вези са Франкфуртском школом 1974. године, када је тврдио да Херберт Маркузе и Анђела Дејвис делују као део КОИНТЕЛПРО-а . Друге карактеристике теорије завере развиле су се током 1970-их и 80-их у часопису покрета, ЕИР . Након напада у Норвешкој 2011. године, Минисино је одбацио сопствени есеј, написавши: „Још увек волим да мислим да су нека од мојих истраживања била ваљано спроведена и корисна. Међутим, врло јасно видим да је читав подухват — а посебно закључци — безнадежно деформисан аутоцензуром и жељом да се на неки начин подржи напукли поглед на свет господина ЛаРуша.“ 

### Пол Вајрих и Вилијам Линд
У говору на Конференцији конзервативног руководства Института Цивитас 1998. године Пол Вајрих је изједначио културни марксизам са политичком коректношћу . Пол Вајрих је тврдио да смо „изгубили културни рат“ и да је „легитимна стратегија коју треба да следимо да тражимо начине да се одвојимо од институција које су заробљене идеологијом политичке коректности или другим непријатељима наше традиционална култура“.
За Фондацију за истраживање и образовање слободног конгреса, Вајрих је наручио Вилијама Линда да напише историју културног марксизма, дефинисаног као „бренд западног марксизма ... опште познат као „ мултикултурализам “ или, мање формално, политичка коректност“. У говору Порекло политичке коректности, Линд је написао: „Ако то погледамо аналитички, ако погледамо историјски, брзо ћемо сазнати шта је тачно. Политичка коректност је културни марксизам. То је марксизам преведен са економских на културолошке термине. То је напор који сеже не из 1960-их и хипија и мировног покрета, већ из Првог светског рата . Ако упоредимо основна начела политичке коректности са класичним марксизмом, паралеле су веома очигледне.“ 
Према Линдовој анализи, Лукач и Грамши су имали за циљ да сруше западну културу јер је она била препрека марксистичком циљу пролетерске револуције . Према Линду, Франкфуртска школа под Макса Хоркхајмера је имала за циљ да уклони друштвене инхибиције (и уништи западну културу) користећи четири главне стратегије. Прво, Хоркхајмерова критичка теорија би поткопала ауторитет традиционалне породице и државних институција, а притом би сегрегирала друштво на супротстављене групе жртава и тлачитеља. Друго, концепти ауторитарне личности и Ф-скале, које је развио Адорно, користили би се за оптуживање Американаца са десничарским ставовима да имају фашистичке принципе. Треће, концепт полиморфне перверзности би поткопао западну културу промовишући слободну љубав и хомосексуалност . Линд је рекао да је Херберт Маркузе коалицију " црнаца, студената, феминистичких жена и хомосексуалаца" сматрао изводљивом авангардом културне револуције 1960-их. Маркузеову репресивну толеранцију Линд тумачи као аргумент да се десница ућутка, а да се чује само левица. Линд је такође написао да је културни марксизам био пример ратовања четврте генерације .
Пат Бјукенен је привукао више пажње међу палеоконзервативцима на Вајрихову и Линдову итерацију теорије завере. Жером Жамин назива Бјукенена „интелектуални моментум“  теорије завере, а Андерса Брејвика „насилним подстицајем“. Обојица су се ослањала на Вилијама Линда, који је уредио више ауторски рад под називом „Политичка коректност: кратка историја једне идеологије“ који Јамин назива основним текстом који је „једногласно цитиран као 'референца' од 2004. године.
Линд и Вијеће конзервативних грађана снимили су видео документарни филм Политичка коректност: Франкфуртска школа 1999. Филм укључује деконтекстуализоване клипове историчара Мартина Џеја, који у то време није био свестан природе продукције. Џеј је од тада постао признати стручњак за теорију завере. Написао је да је Линдов документарац био ефикасна пропаганда културног марксизма јер је „изнедрио низ сажетих, текстуалних верзија, које су репродуковане на бројним радикалним, десничарским [веб] сајтовима“. Џеј даље пише:
„Ово је, заузврат, довело до мноштва нових видео снимака, који су сада доступни на Јутјубу, који садрже чудну групу псеудо-стручњака који изговарају потпуно исту линију. Порука је затупљујуће поједностављена: све 'болести' модерне америчке културе, од феминизма, афирмативне акције, сексуалног ослобођења, расне једнакости, мултикултурализма и права хомосексуалаца до пропадања традиционалног образовања, па чак и заштите животне средине, на крају се могу приписати подмуклим интелектуалцима. утицај чланова Института за друштвена истраживања који су дошли у Америку 1930-их.”

## Франкфуртска школа
Пре било какве конспиративне употребе, фраза „културни марксизам“ се повремено користила у прихваћеним академским наукама да означава проучавање начина на који производњу културе користе елитне групе да би одржале своју доминацију. Понекад се третира као синоним за " критичку теорију " која је настала у Франкфуртској школи .
Група западних марксиста међу којима су Феликс Вајл, Карл Корш и Ђерђ Лукач основали су Институт за друштвена истраживања у Франкфурту око 1922. и 1923. Настојећи да објасне неуспех Немачке револуције 1918–1919, комбиновали су Марксове економске анализе са другим правцима размишљања о психологији и култури, посебно са делима Зигмунда Фројда . Око 1929. године Макс Хоркхајмер је започео школу мишљења која је постала позната као Франкфуртска школа или критичка теорија, која је нарасла да обухвати бројне сараднике директно ангажоване са Институтом за друштвена истраживања и другима изван њега. Препознајући непосредну опасност од нацизма, Хоркхајмер је 1935. преместио институт на Универзитет Колумбија у Њујорку. Након тога, постало је покретачка снага франкфуртске школе да разуме успон тоталитаризма како би се спречило његово понављање. У радовима укључујући књигу Хоркхајмера и Теодора Адорна Дијалектика просветитељства и Ерос и цивилизација Херберта Маркузеа анализирали су културну индустрију у смислу марксистичке теорије рада и фројдовске психоанализе. Били су забринути због способности масовних медија да усађују лажну свест, а Адорно је предложио концепт ауторитарне личности који је грађане у либералним демократијама чинио подложним фашистичким покретима.
После рата, Адорно и Хоркхајмер су се вратили у Немачку, а Франкфуртска школа је наставила у другој генерацији коју је пример Јирген Хабермас . Херберт Маркузе је остао у Америци, где је постао контроверзна јавна личност повезана са Новом левицом . Својим писањем о репресивној толеранцији и саветовањем студената као што су Ангела Давис и Руди Дучке, Маркузе је играо драматичну улогу у покрету за грађанска права и западнонемачком студентском покрету . Насупрот томе, већина чланова Франкфуртске школе избегавала је такво учешће, а Хабермас је предложио „стратегију хибернације“. Након што је Нова левица опала 1970-их, критичка педагогија — концепт који потиче из Франкфуртске школе — постала је главна струја на америчким универзитетима. Критичка педагогија је допринела контроверзи о политичкој коректности 1990-их.

### Конспиративне интерпретације
Теорија завере тврди да елита марксистичких теоретичара и интелектуалаца Франкфуртске школе ствара субверзију западног друштва. Док се делови теорије завере позивају на стварне мислиоце и идеје одабране из западне марксистичке традиције, они озбиљно погрешно представљају тему и дају претерано тумачење њиховог ефективног утицаја. Неки од многих начина на које се различите верзије теорије завере разликују од стварности укључују:
- Да ли су појединци повезани са Франкфуртском школом одговорни за одређене радње у одређено време, или да ли су одговорни за трендове у великим распонима простора и времена [25]
- Циљеви Франкфуртске школе — било да се ослободе потлачени, или да униште оне институције које су критиковали због опресивног квалитета [1][5][25]
- Колико је Франкфуртска школа била успешна или неуспешна у постизању својих циљева [1][25][33]

Академик Џоун Брауне наводи да културни марксизам у смислу на који се позивају теоретичари завере никада није постојао и да не одговара ниједној историјској школи мишљења. Она такође наводи да се научници Франкфуртске школе називају " критичким теоретичарима ", а не "културним марксистима", и истиче да, супротно тврдњама теорије завере, постмодернизам има тенденцију да буде опрезан или чак непријатељски према марксизму, укључујући и према велике приче које обично подржава критичка теорија.
Теоретичари завере себе постављају као браниоци „ западне цивилизације “, која служи као плутајући означитељ који се често фокусира на капитализам и слободу говора. Теорија завере представља екстремну процену политичке коректности, оптужујући потоњу да је пројекат уништавања хришћанства, национализма и нуклеарне породице . Према Марку Тутерсу, „анализа марксизма коју нуди ова литература сигурно не би издржала критику било ког озбиљног историчара те теме“. Предложено је да су научници повезани са Франкфуртском школом настојали да створе боље друштво упозоравајући на патријархат  и капиталистичку експлоатацију, циљеве који би могли изгледати претећи другима који имају интерес да одрже статус кво . То су оспорили неки критичари, који су сугерисали да теорија историјског развоја Франкфуртске школе даје прећутну подршку патријархату и империјализму.
Ниједан од чланова Франкфуртске школе није био део било које врсте међународне завере да се уништи западна цивилизација . Теоретичари завере погрешно представљају природу рада Теодора Адорна на Пројекту радија Принстон . Адорно је настојао да схвати способност масовних медија да утичу на јавност, али је то видео као опасност коју треба ублажити, а не као план који треба спровести.
Теоретичари завере преувеличавају стварни утицај западних марксиста. Насупрот томе, британски научник Стјуарт Џефрис приметио је њихов „занемарљив утицај на стварни свет“, док је Јирген Хабермас критиковао оно што је назвао њиховом „стратегијом хибернације“, напомињући да су личности из Франкфуртске школе углавном биле задовољне да се жале на свет, а не да покушавају да га промене. Џефрис је написао: „Франкфуртска теорија завере, која је очарала неколико личности алт деснице, укључујући Трампа, Џордан Питерсон и покојни Ендру Брајтбарт, оснивач истоимене новинске службе, окренули су ову историју наглавачке. Уместо да импотентни професори издају једва разумљиве јеремијаде са академије, попут Адорна, Хоркхајмера, Ериха Фрома и Херберта Маркузеа били су пуки кадар субверзиваца, који су, током свог америчког изгнанства, извели културну деструкцију у којој је ' Учините Америку поново великом ' је закаснели одговор.“ 

## Тероризам
Андерс Брејвик је 22. јула 2011. убио 77 људи у нападима у Норвешкој 2011. године . Отприлике 90 минута пре него што је спровео насиље, Брејвик је е-поштом послао 1.003 људи свој манифест 2083: Европска декларација о независности и копију Политичке коректности: Кратка историја једне идеологије . Културни марксизам је био примарни предмет Брејвиковог манифеста. Брејвик је написао да је „епидемија полно преносивих болести (СТД) у западној Европи резултат културног марксизма“, да „културни марксизам дефинише муслимане, феминисткиње, хомосексуалце и неке додатне мањинске групе као врлине, а етничке хришћане сматрају европским људи као зли“ и да је „ Европски суд за људска права (ЕЦХР) у Стразбуру политички субјект под контролом марксиста“.
Бројни други терористи крајње деснице подржавали су теорију завере. Џек Реншо, неонацистички сексуални преступник за децу осуђен за планирање убиства посланика Лабуристичке партије Роузи Купер, промовисао је теорију завере у видеу за Британску националну партију . Џон Т. Ернест, починилац пуцњаве у синагоги у Повеју 2019. године, био је инспирисан белом националистичком идеологијом. У онлајн манифесту, Ернест је навео да верује да је „сваки Јеврејин одговоран за помно планирани геноцид над европском расом “ кроз промоцију „културног марксизма и комунизма“.

### Реакције
О политичком насиљу у стварном животу изазваном теоријом завере, професор права Семјуел Мојн је написао: „То што је 'културни марксизам' груба клевета, која се односи на нешто што не постоји, нажалост не значи да стварни људи нису подешени да платите цену, као жртвено јање, да умирите растући осећај беса и анксиозности. И из тог разлога, 'културни марксизам' није само тужно одвраћање од уоквиривања легитимних притужби, већ и опасан мамац у све несређенијим тренуцима.“ 

## Антисемитизам
Аутор Метју Роуз је написао да су аргументи америчког неонацисте Френсиса Паркера Јокија после Другог светског рата били рани пример теорије завере.
Према Семјуелу Мојну, „шири дискурс око културног марксизма данас не личи ни на шта толико као на верзију мита о јеврејском бољшевизму ажурирану за ново доба“. Максим Дафор такође наводи да је културни марксизам савремено ажурирање антисемитских теорија завере, као што је нацистички концепт „културног бољшевизма“, и директно је повезан са концептом „јеврејског бољшевизма“. Према филозофу Славоју Жижеку, термин културни марксизам „игра исту структурну улогу као и 'јеврејска завера' у антисемитизму: пројектује (или боље речено, транспонује) иманентни антагонизам нашег друштвено-економског живота на спољни узрок : оно што конзервативна алт-десница жали као етичку дезинтеграцију наших живота (феминизам, напади на патријархат, политичка коректност, итд.) мора имати спољни узрок – јер за њих не може да изађе из антагонизама и тензија наших сопственим друштвима“. Доминик Грин написао је конзервативну критику притужби конзервативаца на културни марксизам у Spectator USA, наводећи: „За нацисте, Франкфуртер [ сиц ] школа и њени нејасно јеврејски експоненти потпадали су под рубрику Kulturbolshewismus, „Културни бољшевизам.“ 
Ендру Вудс у есеју „Културни марксизам и катедрала: две алт-десне перспективе на критичку теорију“ (2019), признаје поређења са културним бољшевизмом, али оспорава идеју да је модерна теорија завере изведена из нацистичке пропаганде. Уместо тога, он пише да је њен антисемитизам „дубоко амерички“. ‍:47У часопису Commune, Вудс је детаљно описао генеалогију теорије завере почевши од покрета Ларуш.
Кевин Макдоналд је написао неколико антисемитских текстова усредсређених на Франкфуртску школу. Макдоналд је критиковао Брејвиков манифест зато што није непријатељски расположен према Јеврејима.

### Циркулација у алт-десној политици
Неонацистички и бели супрематисти промовисали су заверу и помогли да се прошири њен домет. Веб-сајтови као што је Америчка ренесанса објавили су чланке са насловима као што су „Културни марксизам на делу: медијски су важни инжењери, отказивање Vdare.com конференције“. The Daily Stormer редовно објављује приче о „културном марксизму“ са насловима као што су „Јеврејски културни марксизам уништава Abercrombie & Fitch“, „Холивуд поново удара: културни марксизам кроз филмове великих каса“ и „Леви центар- Десни политички спектар имиграције = културни марксизам“.
Неонацисти повезани са Стормфронт-ом стратешки су користили Франкфуртску школу као еуфемизам да се уопштено односе на Јевреје, на местима где би отворенији антисемитизам био цензурисан или одбачен.
Тимоти Метјуз је критиковао Франкфуртску школу из експлицитно хришћанске десничарске перспективе у католичким недељним новинама Луталица. Према Метјузу, Франкфуртска школа, под утицајем Сатане, настоји да уништи традиционалну хришћанску породицу користећи критичку теорију и Маркузеов концепт полиморфне перверзности, чиме подстиче хомосексуалност и разбија патријархалну породицу. Ендру Вудс је написао да заплет који Метјуз описује не подсећа толико на Франкфуртску школу колико на наводне циљеве комуниста у Голи комунисти В. Клеона Скоузена . Без обзира на то, Метјузов налог су лаковерно ширили десничарски и алт-десничарски медији, као и крајње десничарски интернет форуми, као што је Стормфронт.
Након напада у Норвешкој, заверу су преузели бројни крајње десничарски медији и форуми, укључујући веб-сајтове алт-деснице као што су AltRight Corporation, InfoVars и ВДАРЕ који су промовисали заверу. На веб-сајту корпорације AltRight, AltRight.com, представљени су чланци са насловима као што су „Истеривачи духова и самоубиство културног марксизма“, „Број 3 — Шведска: Светска престоница културног марксизма“ и „Бета левичари, културни марксизам и самопоуздање“ . InfoVars је објавио бројне наслове попут „Да ли је културни марксизам нова главна идеологија Америке?“  ВДАРЕ је објавио сличне чланке са сличним насловима као што су „Да, Вирџинија (усудите се) постоји културни марксизам—и он преузима Conservatism Inc.“.
Ричард Б. Спенсер, шеф Института за националну политику, промовисао је теорију завере. Спенсерова магистарска теза била је на тему Теодора Адорна.

### Јеврејска подршка теорији завере
Има много јеврејских присталица теорије завере. Пол Готфрид је својевремено био ученик Херберта Маркузеа и уређивао је Телос, часопис Нове левице, пре него што је постао конзервативнији у свом размишљању. За време Готфридовог мандата, Телос је постао конзервативнији у својим погледима, пишући благонаклоно о Карлу Шмиту и Алану де Беноисту . Готфрид је утицао на Ричарда Спенсера и називан је „кумом “ алт-деснице. Бранио је Вилијема Линда од оптужби да „културни марксизам“ има антисемитски призвук. Готфрид се идентификује као реакционаран и доводи у питање вредност политичке једнакости.
Остале јеврејске присталице су Ралф де Толедано, Ендру Брајтбарт, Бен Шапиро, Дејвид Хоровиц и Стивен Милер .
Јеврејске присталице теорије завере су генерално више палеоконзервативни (израз који је сковао Готфрид  ) него неоконзервативни . Мартин Џеј број јеврејских заговорника теорије завере назива „загонетним и непријатним“.

## Улазак у мејнстрим
Рејчел Базбриџ, Бенџамин Мофит и Џошуа Торбурн описују теорију завере као коју промовише крајња десница, али да је „појачала у последњих четврт века“ и закључују да „[т]кроз сочиво културно-марксистичке завере, међутим, могуће је уочити однос оснаживања између мејнстрима и маргине, при чему одређене тачке говора и тропи могу да се пренесу, преузму и прилагоде од стране 'мејнстрим' личности, дајући на тај начин веродостојност и видљивост идеологијама које би раније биле ограничен на маргине“.
Ендру Брајтбарт, оснивач Брајтбарт Њуз- а, био је заговорник теорије завјере. Његова књига Праведна индигнација из 2011. године: Извините ме док спасавам свет представља један од потеза теорије завере ка мејнстриму. Брајтбартова интерпретација завере је у већини аспеката слична Линдовој. Брајтбарт приписује ширење идеја Франкфуртске школе са универзитета на ширу публику „интелектуализму који се сипа у воду“, и тврди да је Сол Алински увео културни марксизам у масе у свом приручнику Правила за радикале из 1971. године. Вудс тврди да се Брајтбарт фокусира на Алинског како би повезао културни марксизам са модерном Демократском странком и Хилари Клинтон. Брајтбарт тврди да Џорџ Сорос финансира наводни пројекат културног марксизма. Брајтбарт Њуз је објавио идеју да је атонална музика Теодора Адорна била покушај да се становништво наведе на некрофилију у масовним размерама.
Крајем 2010-их, канадски клинички психолог Џордан Питерсон популаризовао је „културни марксизам“ као термин, преместивши га у мејнстрим дискурс. Неколико писаца је навело да је Петерсон окривио „културни марксизам“ што је захтевао употребу родно неутралних заменица као претњу слободи говора, често злоупотребљавајући постмодернизам као резервни термин завере без разумевања њених антисемитских импликација, прецизирајући да „ Петерсон није идеолошки антисемита; има разлога да се верује да када поново емитује фашистичку пропаганду, он чак ни не чује псеће звиждуке које емитује. Бивши сарадници Брајтбарта Бен Шапиро и Чарли Кирк, оснивач Турнинг Поинт УСА, промовисали су теорију завере, посебно тврдњу да се културолошка марксистичка активност дешава на универзитетима.

### Забринутост због лажне равнотеже
Спенсер Саншајн, сарадник у Political Research Associates-у, изјавио је да „фокус деснице на Франкфуртску школу служи да истакне њено инхерентно јеврејство”. Конкретно, Пол и Саншајн су критиковали традиционалне медије као што су The New York Times, New York и The Washington Post због њиховог извештавања о теорији завере, тврдећи да или нису разјаснили природу теорије завере или су „дозволили[ур] да живи на њиховим страницама."  Пример је чланак Дејвида Брукса у Њујорк тајмсу, за кога Пол и Саншајн тврде да „ребрендира културни марксизам као пуку политичку коректност, дајући нацистички инспирисаној фрази легитимитет америчкој десници. То се испушта или цитира у другим причама – неке од њих су безбрижне, попут модних знакова алт-деснице – без описа колико је овај појам руб. То је слично допуштању теоријама завере о хемијским траговима или вакцинама да добију незаслужени простор у мејнстрим штампи.“  Други је Ендру Саливан, који је наставио да „осуђује 'културне марксисте' због инспирисања покрета социјалне правде у кампусима. Пол и Саншајн су тврдили да неуспех да се истакне природа теорије завере „има горке последице. „То легитимише употребу тог оквира, и стога је [сиц] кодирани антисемитизам.“ 
Социолози Џулија Лукс и Џон Дејвид Џордан тврде да се теорија завере може разбити на њене кључне елементе: „ женомрзац антифеминизам, неоеугеничка наука (широко дефинисана као различити облици генетског детерминизма), генетска и културна превласт белаца, макартистички антифеминизам. -Левичарство фиксирано на постмодернизам, радикални анти-интелектуализам примењен на друштвене науке и идеја да је чистка потребна да би се вратила нормалност." Они даље кажу да све ове ставке „подржавају, профетизирају и академски подржавају интелектуалци, политичари и медијске личности са изузетно кредибилним образовним искуством“.

## Политички дискурси
У Taking On Hate: One NGO's Strategies (2009), политиколог Хајди Бејрик је рекла да теорија културног марксизма демонизује културне bête noire конзервативизма као што су феминисткиње, ЛГБТ друштвени покрети, секуларни хуманисти, мултикултуралисти, сексуални едукатори, еколози, имигранти и црни националисти.
Јамин пише о флексибилности теорије завере да служи реторичким циљевима различитих група са различитим скуповима непријатеља:
„Поред глобалне димензије теорије завере културног марксизма, постоји њена иновативна и оригинална димензија, која омогућава њеним ауторима да избегавају расистичке дискурсе и да се претварају да су браниоци демократије. Као такав, културни марксизам је иновативан у поређењу са старим теоријама сличне природе, као што су оне које укључују масоне, баварске илуминате, Јевреје или чак банкаре са Волстрита. За Линда, Бјукенана и Брејвика претња не долази од мигранта или Јевреја јер је он мигрант или Јеврејин. За Линда, претња долази од комунистичке идеологије, која се сматра опасношћу за слободу и демократију, а која се повезује са различитим ауторитарним политичким режимима (Русија, Кина, Камбоџа, Куба, итд.). За Бјукенена, претња долази од атеизма, релативизма и тврдог капитализма који, када се комбинују, трансформишу људе и нације у неконтролисану масу отуђених потрошача. За Брејвика, само индоктринираног вука самотњака, опасност долази од ислама, религије која се сматра тоталитарном идеологијом која прети либералним демократијама из западне Европе колико и њено јудео-хришћанско наслеђе. У Линду, Бјукенену и Брејвику, отворени расизам се студиозно избегава.”
У "Либерализам и социјализам смртни непријатељи или огорчени сродници?" (2021), професор Аарон Ханлон је рекао да „циљеви заговорника конспиративних погледа о културном марксизму нису били (и јесу) да дају тренутни приказ критичке теорије, већ да унапреде конзервативну верзију америчког либерализма против жртвеног јарца глобалне завере теорија“. и „Укратко, оно што критичка теорија пружа онима који користе 'критичку теорију' да сигнализирају социјалистичку претњу либерализму није само веза са марксистичком мишљу, већ и сламнати аргумент против којег се може унапредити неолиберална политика.

### Аустралија
Убрзо након напада у Норвешкој, мејнстрим десничарски политичари почели су да подржавају заверу. Кори Бернарди, члан владајуће Либералне странке, 2013. је написао у својој књизи Конзервативна револуција да је „културни марксизам био један од најразорнијих утицаја на друштво током прошлог века“. Пет година касније, Фрејзер Енинг, бивши аустралијски сенатор, који је у почетку седео као члан Једне нације Паулине Хансон, а затим Катерове Аустралијске партије, изјавио је током свог првог говора 2018. о потреби за „ коначним решењем проблема имиграције“.

### Бразил
У Бразилу, влада Жаира Болсонара је садржавала бројне чланове администрације који су промовисали теорију завере, укључујући Едуарда Болсонара, председника председника који је „са ентузијазмом описао Стива Бенона као противника културног марксизма“. Жаир Болсонаро је настојао да збрише утицај Паула Фрејра са бразилских универзитета. Ово је имало страјсенд ефекат, подстичући продају Фрејрове књиге Педагогија потлачених .

### Куба
Године 2010. бивши шеф државе Фидел Кастро скренуо је пажњу на верзију теорије завере Данијела Естулина, која је предложила да Билдербершка група покушава да утиче на светска дешавања путем ширења рокенрол музике. Естулинов рад се заснивао на Минићиновом есеју из 1992. године који је наглашавао Адорнову укљученост у Радио истраживачком пројекту. Мартин Џеј је описао Естулинов текст као „смешан“ и објаснио да, иако су неки у Франкфуртској школи писали о потенцијалу масовних медија да пацификују радничке покрете, то је нешто за шта су се жалили, а не планирали да спроведу. Кастро је позвао Естулина на Кубу, где су издали заједничку изјаву у којој тврде да је Осама бин Ладен имовина ЦИА-е и да САД планирају нуклеарни рат против Русије. Џеј је 2019. написао да Кастрово интересовање за теорију завере није имало дугорочне последице.

### Велика Британија
Током дебате о Брегзиту 2019. године, бројни конзервативци и борци Брегзита су подржавали теорију завере.
Суела Браверман, конзервативна посланица у парламенту, рекла је у говору за Брегзит за Бриж групу, евроскептични труст мозгова, да „[ми] тренутно улазимо у многе битке. Као конзервативци, ми смо укључени у битку против културног марксизма, где забрана ствари постаје de rigueur, где слобода говора постаје табу, где су наши универзитети — суштинске институције либерализма — обавијени цензуром и културом." Њено коришћење теорије завере осудили су као говор мржње други посланици, Одбор заменика британских Јевреја и антирасистичка организација Хопе Нот Хате . После састанка са њом касније, Одбор заменика британских Јевреја рекао је да она „ни на који начин није антисемитска”. Браверман је на ову везу упозорила новинарка Давн Фостер, али је бранила користећи тај израз. Браверман је негирао да је израз културни марксизам антисемитски троп, наводећи током сесије питања и одговора „да ли је стајала при том термину, с обзиром на његове крајње десничарске везе. Рекла је: „Да, верујем да смо у борби против културног марксизма, као што сам рекла. Имамо културу која је еволуирала са крајње левице која је дозволила укидање слободе говора, слободе мисли.'“ Браверман је даље додала да је „веома свесна тог сталног пузања културног марксизма, који долази од Џеремија Корбина“.
Најџел Фараж је промовисао културну марксистичку теорију завере, због чега су га осудили други посланици и јеврејске групе, као што је Одбор заменика британских Јевреја, који је рекао да ју је користио као кодекс за звиждање за антисемитизам у Уједињеном Краљевству . Фараж је рекао да се Уједињено Краљевство суочило са „културним марксизмом“, изразом који је у свом извештају The Guardian описао као „који потиче из теорије завере засноване на наводној завери против националних влада, која је уско повезана са крајњом десницом и антисемитизмом“. Фаражов портпарол је „осудио претходне критике његовог језика од стране јеврејских група и других као ’патетичну’ и ’измишљену причу’“.
У Рату против Би-Би-Сија (2020), Патрик Барвајз и Питер Јорк пишу како су теорију завере културног марксизма гурали неки десничари као део наводне пристрасности Би-Би-Сија . Иасмин Алибхаи-Бровн наводи Доминика Камингса, Тима Монтгомерија и десничарску веб страницу Гуида Фавкеса као примере „немилосрдног [жалења] на 'културни марксизам' институције или левичарску пристрасност. Ово се сада дешава скоро свакодневно.“ 
У новембру 2020. писмо које је потписало 28 конзервативних посланика објављено у часопису The Daily Telegraph оптужило је Национални фонд да је „обојен културном марксистичком догмом, колоквијално познатом као ' пробуђена агенда'”. Употребу ове терминологије у писму су Општепартијска парламентарна група против антисемитизма, Јеврејски савет за расну равноправност, антирасистичка добротворна организација Хопе Нот Хате и Кампања против антисемитизма описали као антисемитску.

### Сједињене Америчке Државе
Убрзо након избора Доналда Трампа, Алекс Рос је написао чланак у Њујоркеру под насловом „Франкфуртска школа је знала да Трамп долази“. Тврдило се да Трамп представља ону врсту ауторитарности коју је идентификовала Ф-скала Теодора Адорна. Ова идеја је подстакла академске конференције на исту тему у Новој школи за друштвена истраживања и Лео Баецк Институту .
Године 2017. објављено је да је саветник Ричард Хигинс отпуштен из Савета за националну безбедност Сједињених Држава због објављивања меморандума „ПОТУС & Political Warfare“ у којем се наводи постојање левичарске завере да се уништи председништво Доналда Трампа јер је „америчка јавни интелектуалци културног марксизма, страни исламисти и глобалистички банкари, новински медији и политичари из републиканских и демократских партија нападали су Трампа, јер он представља егзистенцијалну претњу културним марксистичким мемима који доминирају преовлађујућим културним наративом у САД. "  Хигинс је такође тврдио да је Франкфуртска школа „тежила да деконструише све како би га уништила, што је довело до нихилизма у целом друштву“. Меморандум је прочитао Доналд Трамп млађи који је копију проследио свом оцу.
Мат Шеа, вашингтонски представник из Републиканске партије, је заговорник теорије завјере.